# Tom Topor
Pour les articles homonymes, voir Topor.
Tom Topor, né en 1938 à Vienne, en Autriche, est un journaliste, un dramaturge, un scénariste, un réalisateur et un écrivain américain de roman policier.

## Biographie
Sa famille déménage à Londres en 1939, puis part pour New York en 1949. Tom Topor fréquente l’université de la Ville de New York d'où il sort diplômé en 1961. Il devient ensuite journaliste et travaille pour le New York Daily News, le New York Post et le New York Times. Il donne également des articles pour le Rolling Stone Magazine et Cosmopolitan.
Il écrit ses premières pièces de théâtre en 1969, jouées Off-Off-Broadway, et son premier roman en 1971. Il obtient le succès comme dramaturge avec la pièce Answers en 1973, suivie de Nuts, montée à Broadway en 1979, puis comme écrivain avec le roman Coda paru en 1984 et traduit en français en 1986 sous le titre L’Orchestre des ombres avec lequel il remporte le Prix Mystère de la critique l’année suivante. Il fait ses débuts au cinéma en 1988 en rédigeant le scénario du film Les Accusés (The Accused) de Jonathan Kaplan. Sa pièce de théâtre Nuts est transposée au cinéma la même année par Martin Ritt sous le titre Cinglée. Depuis, il poursuit sa carrière dans les trois genres et s’est même essayé à la réalisation en 1990 avec le téléfilm Judgment.

## Œuvre

### Romans
- Tightrope Minor (1971)
- Bloodstar (1978)
- Coda (1984) Publié en français sous le titre L’Orchestre des ombres, Paris, Gallimard, Série noire, no 2055, 1986 ; réédition, Paris, Gallimard, Folio policier no 197, 2001, réédition Cercle Polar, 2002.
- The Codicil (1995) Publié en français sous le titre Le Codicile, Paris, Belfond, 1995.

### Pièces de théâtre principales
- Answers (1973)
- Nuts (1979)
- Cheap (1996)

## Filmographie

### Comme scénariste
- 1988 : Les Accusés (The Accused), film américain réalisé par Jonathan Kaplan, avec Jodie Foster et Kelly McGillis.
- 1990 : Judgment, téléfilm américain réalisé par lui-même.
- 2000 : Un meurtre parfait (Perfect Murder, Perfect Town), téléfilm américain réalisé par Lawrence Schiller.
- 2003 : La Chute des héros (Word of Honor), téléfilm américain réalisé par Robert Markowitz.

### Comme réalisateur
- 1990 : Judgment, téléfilm américain, avec Blythe Danner et Keith Carradine

### Comme producteur
- 2000 : American Tragedy, téléfilm américain de Lawrence Schiller.

### Comme auteur adapté
- 1988 : Cinglée (Nuts), film américain réalisé par Martin Ritt d’après la pièce de théâtre Nuts, avec Barbra Streisand et Richard Dreyfuss.

## Prix et distinctions notables
- Prix Mystère de la critique 1987 décerné pour le roman L’Orchestre des ombres[1].

## Sources
- Les Auteurs de la Série Noire, 1945-1995, collection Temps noir, Joseph K., 1996, (avec Claude Mesplède), p. 456.